# Ostasza
Ostasza (biał. Асташа) – wieś na Białorusi, położona w obwodzie grodzieńskim w rejonie grodzieńskim w sielsowiecie sopoćkińskim.

## Historia
Na początku XVIII była to wieś i folwark szlachecki, w XIX wieku Ostasza należała do gminy Wołłowiczowce w powiecie augustowskim. 
Według Powszechnego Spisu Ludności z 1921 roku wieś zamieszkiwały 223 osoby, wszyscy byli wyznania rzymskokatolickiego i narodowości polskiej. Było tu 40 budynków mieszkalnych. 
Natomiast w folwarku mieszkało 75 osób, wśród których 3 było wyznania mojżeszowego. Były tu 3 budynki mieszkalne. 
Folwark był położony obok drogi na Usienniki. 
W latach 1921–1939 Ostasza należała do gminy Wołłowiczowce.